# D/1895 Q1 Swift
D/1895 Q1 Swift è una cometa periodica appartenente alla famiglia delle comete gioviane: la cometa non è stata riosservata a nessuno dei successivi passaggi al perielio ed è pertanto considerata una cometa perduta.
Il suo nucleo ha raggiunto una magnitudine apparente di ≈ 13.